# Olszówka (województwo pomorskie)
Olszówka – osada w Polsce, położona w województwie pomorskim, w powiecie kwidzyńskim, w gminie Gardeja.
W latach 1975–1998 miejscowość położona była w województwie elbląskim.
Zobacz też: Olszówka, Olszówka Pilczycka